# Mayumi Moriyama
Pour les articles homonymes, voir Moriyama (homonymie).
 (mars 2025).
Si vous disposez d'ouvrages ou d'articles de référence ou si vous connaissez des sites web de qualité traitant du thème abordé ici, merci de compléter l'article en donnant les références utiles à sa vérifiabilité et en les liant à la section « Notes et références ».
Mayumi Moriyama (森山 眞弓, Moriyama Mayumi), née le 7 novembre 1927 à Tōkyō, et morte le 14 octobre 2021 à Tokyo, est une femme politique japonaise.
Membre du Parti libéral-démocrate, elle est d'abord membre de la Chambre des conseillers, la chambre haute de la Diète du Japon, pour la préfecture de Tochigi de 1980 à 1996, puis députée à la Chambre des représentants pour le bloc proportionnel du Nord Kantō de 1996 à 2003 et enfin pour le 2e district électoral de Tochigi de 2003 à 2009. 
Pionnière en politique, elle a exercé plusieurs fonctions gouvernementales, et est notamment la première femme à avoir été nommée au poste de secrétaire générale du Cabinet, de ministre de l'Éducation et de ministre de la Justice, respectivement dans le gouvernement Kaifu de 1989 à 1990, dans le gouvernement Miyazawa de 1992 à 1993 et dans le gouvernement Koizumi I de 2001 à 2003.

## Études et carrière professionnelle
Elle est diplômée de l'université de Tokyo.
Ancienne fonctionnaire au ministère du Travail de 1950 à 1980, elle est reconnue pour ses qualités de légiste[réf. nécessaire]. Elle a participé à bon nombre de conférences internationales, notamment en tant que directrice du Bureau des Femmes et des Mineurs entre 1974 et 1979.
Elle a présidé l'université Hakuoh de 2007 à 2013.

## Carrière politique
Elle a épousé en 1950 Kinji Moriyama (1917 - 1987), qui est à l'époque engagé depuis peu en politique. Il est en effet député pour l'ancien 1er district de Tochigi (à savoir la moitié nord-ouest de la préfecture) depuis 1949 (il le reste jusqu'à sa mort en 1987), sous les couleurs du Parti démocrate (mouvement libéral et conservateur modéré) puis du Parti libéral-démocrate (PLD) à partir de sa formation en 1955. Il devient rapidement l'une des figures de ce parti, et est plusieurs fois membre du Cabinet : directeur de l'Agence des Sciences et de la Technologie de 1973 à 1974 puis ministre des Transports de 1978 à 1979.
C'est en 1980 que Mayumi Moriyama lui emboîte le pas, étant notamment poussée à s'investir en politique par le Premier ministre de l'époque, Masayoshi Ōhira. Elle est alors élue à la Chambre des conseillers au vote unique non transférable pour la préfecture de Tochigi, et devient ainsi l'une des rares femmes à siéger à la Diète du Japon (qui plus est sous les couleurs du PLD). Très active sur les dossiers concernant les droits des femmes, elle dirige la délégation japonaise à la Conférence mondiale de la décennie pour les femmes des Nations unies tenue à Nairobi au Kenya en 1985. Elle est réélue en 1986 et en 1992. Au sein de la chambre, elle préside la Commission des Affaires étrangères de 1987 à 1989.
En 1996, elle démissionne pour se présenter cette fois-ci à la Chambre des représentants. Elle est élue députée à la proportionnelle dans le bloc du Nord Kantō, et est réélue par le même mode de scrutin en 2000. En 2003 et en 2005, elle est en revanche élue au scrutin uninominal majoritaire à un tour dans le 2e district électoral de Tochigi (à chaque fois avec une majorité absolue des suffrages exprimés). Elle est présidente de la Commission spéciale sur la loi fondamentale de l'Éducation à la Chambre des représentants en 2006, participant ainsi activement à la réforme de l'éducation actée en 2007. Elle ne s'est pas représentée en 2009 et s'est alors retirée de la vie politique.
Au sein du parti, elle adhère à la même faction interne que son mari, l'Institut de recherche pour une nouvelle politique (新政策研究会, Shin Seisaku Kenkyūjo), surnommée alors l'ex-faction Miki ou encore faction Kōmoto puis faction Kōmura car fondée par l'ancien Premier ministre Takeo Miki et dirigée successivement par Toshio Kōmoto de 1980 à 1995 puis Masahiko Kōmura à partir de 1995. L'un des plus petits groupes politiques internes au PLD, il défend essentiellement des positions modérées, pacifistes, pro-chinoises et keynésiennes (en faveur d'une certaine dose d'État-providence et d'injection de fonds publics dans l'économie). Elle a exercé plusieurs fonctions secondaires au sein de la direction du parti. Elle est vice-présidente du Conseil général, secondant Yoshirō Mori, de 1997 à 1998, puis du Conseil de recherche politique (chargé de l'élaboration du programme), derrière cette fois Yukihiko Ikeda, de 1998 à 1999. Elle dirige ensuite la Commission de recherche du mouvement sur le système éducatif ainsi que présidente déléguée du Conseil général de 2000 à 2001.

## Carrière ministérielle
- 1984 - 1985 : première secrétaire d'État auprès du ministre des Affaires étrangères Shintarō Abe dans le deuxième gouvernement de Yasuhiro Nakasone (non membre du Cabinet).
- 10 août - 25 août 1989 : ministre d'État, directrice de l'Agence de l'Environnement du premier gouvernement de Toshiki Kaifu (qui est issu de la même faction qu'elle et lui offre ainsi son premier poste au Cabinet).
- 25 août 1989 - 28 février 1990 : ministre d'État, Secrétaire générale du Cabinet (à la fois directrice du Bureau du Cabinet, qui assure la liaison entre les différents ministres, principale collaboratrice du Premier ministre et porte-parole du gouvernement) dans le premier gouvernement de Toshiki Kaifu. Elle est la première, et à ce jour la seule, femme à occuper ce poste.
- 12 décembre 1992 - 9 août 1993 : ministre de l'Éducation et de la Culture dans le Cabinet de Kiichi Miyazawa.
- 26 avril 2001 - 20 septembre 2003 : ministre de la Justice du premier gouvernement de Jun'ichirō Koizumi. Elle soutient une révision du Code civil afin de permettre aux femmes mariées de faire reconnaître leurs deux noms (de jeune fille et marital) et de les transmettre à leurs enfants, mais ne peut mener à bien cette réforme qui est abandonnée en 2004 (un de ses successeurs, Keiko Chiba, ministre de 2009 à 2010 et membre du PDJ, a relancé ce projet, sans arriver non plus à le mener à terme)[2]. Elle se fait également remarquer internationalement pour son intervention au Congrès mondial contre l'exploitation sexuelle commerciale des enfants tenu à Yokohama en décembre 2001, mettant en garde notamment contre le développement de la pédopornographie sur internet et rappelant que la prostitution infantile est tout aussi présente dans les pays riches que dans les pays pauvres[3]. Concernant la peine de mort, tout en refusant de lancer une quelconque discussion sur son abolition, elle ralentit le rythme des exécutions (cinq entre 2001 et 2003, soit autant que pour la seule année 2000) et accepte de rendre le processus plus transparent en permettant notamment en 2003, pour la première fois en trente ans, à une délégation parlementaire de visiter les chambres d'exécution[4].